# Championnat du Tocantins de football
Le championnat du Tocantins de football ou championnat tocantinense (campeonato tocantinense en portugais) est une compétition de football qui réunit les clubs de l'État du Tocantins, état du centre du Brésil. Il est organisé depuis 1989 et oppose des clubs professionnels depuis 1993.

## Palmarès
| Année | Champion               |
| ----- | ---------------------- |
| 1989  | Kaburé (1)             |
| 1990  | Tocantinópolis (1)     |
| 1991  | Kaburé (2)             |
| 1992  | Intercap (1)           |
| 1993  | Tocantinópolis (2)     |
| 1994  | União Araguainense (1) |
| 1995  | Intercap (2)           |
| 1996  | Gurupi (1)             |
| 1997  | Gurupi (2)             |
| 1998  | Alvorada (1)           |
| 1999  | Interporto (1)         |
| 2000  | Palmas (1)             |
| 2001  | Palmas (2)             |
| 2002  | Tocantinópolis (3)     |
| 2003  | Palmas (3)             |
| 2004  | Palmas (4)             |
| 2005  | Colinas (1)            |
| 2006  | Araguaína (1)          |
| 2007  | Palmas (5)             |
| 2008  | Tocantins FC (1)       |
| 2009  | Araguaína (2)          |
| 2010  | Gurupi (3)             |
| 2011  | Gurupi (4)             |
| 2012  | Gurupi (5)             |
| 2013  | Interporto (2)         |
| 2014  | Interporto (3)         |
| 2015  | Tocantinópolis (4)     |
| 2016  | Gurupi (6)             |
| 2017  | Interporto (4)         |
| 2018  | Palmas (6)             |
| 2019  | Palmas (7)             |
| 2020  | Palmas (8)             |
| 2021  | Tocantinópolis (5)     |
| 2022  | Tocantinópolis (6)     |
| 2023  | Tocantinópolis (7)     |
| 2024  | União Araguainense (2) |

## Bilan
| Club                     | Titres | Années                                         |
| ------------------------ | ------ | ---------------------------------------------- |
| Palmas Futebol e Regatas | 8      | 2000, 2001, 2003, 2004, 2007, 2018, 2019, 2020 |
| Tocantinópolis           | 7      | 1990, 1993, 2002, 2015, 2021, 2022, 2023       |
| Gurupi                   | 6      | 1996, 1997, 2010, 2012, 2012, 2016             |
| Interporto               | 4      | 1999, 2003, 2004, 2007                         |
| Araguaína                | 2      | 2006, 2009                                     |
| Kaburé                   | 2      | 1989, 1991                                     |
| União Araguainense       | 2      | 1994, 2024                                     |
| Colinas                  | 1      | 2005                                           |
| Alvorada                 | 1      | 1998                                           |
| Tocantins FC             | 1      | 2008                                           |